# Premio Kim Perrot a la Jugadora Más Deportiva
El Premio Kim Perrot a la Jugadora Más Deportiva (Kim Perrot Sportsmanship Award) es un premio anual de la Asociación Nacional de Baloncesto Femenina (Women's National Basketball Association) o (WNBA) dado desde la temporada inaugural de la liga, a la jugadora que más "ejemplifica los ideales de la deportividad en el comportamiento ético de la cancha, juego limpio y la integridad." Este es el mismo criterio utilizado por el análogo Jugador Más Deportivo de la NBA o (NBA Sportsmanship Award), otorgado por la NBA desde la temporada 1995-96.
Cada año, cada uno de los equipos de la WNBA debe asignar a uno de sus jugadoras para competir por este premio. De estas candidatas, un panel de periodistas deportivos deben votar en dos selecciones, primera y segunda para coronar a la ganadora de este premio. Las primeras selecciones reciben dos votos, mientras que las segunda selecciones reciben uno. La jugadora con el mayor número de puntos, independientemente del número de votos de primer lugar, gana el premio.
Desde la temporada 2000 de la WNBA, el premio lleva el nombre de la fallecida Kim Perrot, quien ayudó a guiar a las Houston Comets a sus dos primeros campeonatos de la WNBA antes de su muerte en agosto de 1999, después de una batalla de siete meses contra el cáncer.

## Ganadoras
| Temporada | Jugadora                       | Nacionalidad   | Equipo                                     |
| --------- | ------------------------------ | -------------- | ------------------------------------------ |
| 1997      | Zheng Haixia                   | China          | Los Angeles Sparks                         |
| 1998      | Suzie McConnell Serio          | Estados Unidos | Cleveland Rockers                          |
| 1999      | Dawn Staley                    | Estados Unidos | Charlotte Sting                            |
| 2000      | Suzie McConnell Serio (2)      | Estados Unidos | Cleveland Rockers (2)                      |
| 2001      | Sue Wicks                      | Estados Unidos | New York Liberty                           |
| 2002      | Jennifer Gillom                | Estados Unidos | Phoenix Mercury                            |
| 2003      | Edna Campbell                  | Estados Unidos | Sacramento Monarchs                        |
| 2004      | Teresa Edwards                 | Estados Unidos | Minnesota Lynx                             |
| 2005      | Taj McWilliams-Franklin        | Estados Unidos | Connecticut Sun                            |
| 2006      | Dawn Staley (2)                | Estados Unidos | Houston Comets                             |
| 2007      | Tully Bevilaqua                | Australia      | Indiana Fever                              |
| 2008      | Vickie Johnson                 | Estados Unidos | San Antonio Silver Stars                   |
| 2009      | Kara Lawson                    | Estados Unidos | Sacramento Monarchs (2)                    |
| 2010      | Tamika Catchings               | Estados Unidos | Indiana Fever (2)                          |
| 2011      | Sue Bird Ruth Riley            | Estados Unidos | Seattle Storm San Antonio Silver Stars (2) |
| 2012      | Kara Lawson (2)                | Estados Unidos | Connecticut Sun (2)                        |
| 2013      | Swin Cash Tamika Catchings (2) | Estados Unidos | Chicago Sky Indiana Fever (3)              |
| 2014      | Becky Hammon                   | Estados Unidos | San Antonio Silver Stars (3)               |
| 2015      | DeLisha Milton-Jones           | Estados Unidos | Atlanta Dream                              |
| 2016      | Tamika Catchings (3)           | Estados Unidos | Indiana Fever (4)                          |
| 2017      | Sue Bird (2)                   | Estados Unidos | Seattle Storm (2)                          |
| 2018      | Sue Bird (3)                   | Estados Unidos | Seattle Storm (3)                          |
| 2019      | Nneka Ogwumike                 | Estados Unidos | Los Angeles Sparks (2)                     |
| 2020      | Nneka Ogwumike (2)             | Estados Unidos | Los Angeles Sparks (3)                     |
| 2021      | Nneka Ogwumike (3)             | Estados Unidos | Los Angeles Sparks (4)                     |
| 2022      | Sylvia Fowles                  | Estados Unidos | Minnesota Lynx (2)                         |
| 2023      | Elizabeth Williams             | Estados Unidos | Chicago Sky (2)                            |
| 2024      |                                |                |                                            |